# Spilosoma montana
Spilosoma montana là một loài bướm đêm thuộc phân họ Arctiinae, họ Erebidae.